# 戸嶋平八
戸嶋 平八（としま へいはち、1934年〈昭和9年〉11月10日 - 1998年〈平成10年〉7月11日）は愛媛県で活動していたラジオパーソナリティ、イラストライター。

## 来歴
愛媛県松山市出身。愛媛県立松山東高等学校を卒業。
伊予弁による本音トークが人気であった。
1998年7月11日、死去。享年63。
趣味はスキー。

## 出演番組
- へいはちアンダーグラウンド（南海放送ラジオ）[1]
- あなたのショータイム（南海放送ラジオ）[1]
- へいはちのホンネぼろぼろ（南海放送ラジオ）[1]